# Augustibuller 1996
Augustibuller 1996 var den första upplagan av musikfestivalen Augustibuller som skedde 1996. Den hade sex spelande band och cirka 100 besökare. Festivalen hade fritt inträde.

## Bandlista
- Black Sky
- Mind Bomb
- Fuck Off
- Ego
- Ephemeral
- Spanking Seaweed